# Wilhelm Zimmermann
Wilhelm Zimmermann (ur. 16 czerwca 1948 w Gelsenkirchen) – niemiecki duchowny katolicki, biskup pomocniczy Essen w latach 2014-2024. 

## Życiorys
Święcenia kapłańskie przyjął 30 maja 1980 i został inkardynowany do diecezji Essen. Przez kilka lat pracował jako wikariusz w Hattingen, a w kolejnych latach był wikariuszem i proboszczem w parafiach na terenie Essen i Gelsenkirchen. Był także m.in. duszpasterzem młodzieży i sekretarzem biskupim.
14 marca 2014 papież Franciszek mianował go biskupem pomocniczym diecezji Essen ze stolicą tytularną Benda. Sakry udzielił mu 29 czerwca 2014 biskup Franz-Josef Overbeck. 14 listopada 2024 papież Franciszek przyjął jego rezygnację z urzędu biskupa pomocniczego diecezji Essen. 